# Vincent doit mourir
Vincent doit mourir és una pel·lícula de thriller de comèdia negra francobelga del 2023, dirigida per Stéphan Castang en el seu debut com a director de llargmetratge. S'ha doblat i subtitulat al català.
La pel·lícula es va estrenar al programa de la Setmana de la Crítica del Festival de Canes de 2023. També va ser convidada a la secció Cinema Mundial del 28è Festival Internacional de Cinema de Busan i es va projectar el 7 d'octubre de 2023. Va arribar a les sales de cinema a França el 15 de novembre de 2023 a càrrec de Capricci Films.
Al festival FanTasia de 2023, la pel·lícula va rebre una menció especial del jurat del premi Cheval Noir.